# Marry Me (2022)
Marry Me (bra: Case Comigo; prt: Marry Me - Fica Comigo) é um filme estadunidense de 2022, dirigido por Kat Coiro, dos gêneros comédia romântica e drama, estrelado por Jennifer Lopez e Owen Wilson. O filme, baseado em uma história em quadrinhos de Bobby Crosby, segue uma estrela pop que decide se casar com um estranho. 
Lançado em 11 de fevereiro de 2022 nos cinemas e no Peacock, o filme recebeu críticas mistas.

## Elenco
- Jennifer Lopez como Katalina "Kat" Valdez
- Owen Wilson como Charlie Gilbert
- Maluma como Bastian
- John Bradley como Colin
- Chloe Coleman como Lou Gilbert
- Sarah Silverman como Parker
- Utkarsh Ambudkar como Treinador Manny
- Michelle Buteau como Melissa

## Recepção

### Crítica
No site agregador de críticas Rotten Tomatoes, 61% das 216 resenhas dos críticos são positivas, com uma classificação média de 5,6/10. O consenso do site diz: "O enredo bobo de Marry Me é carregado de "algo antigo" e "algo emprestado", mas os protagonistas bem combinados do filme tornam fácil dizer "sim"." O Metacritic, que usa uma média ponderada, atribuiu ao filme uma pontuação de 51 em 100, baseado em 46 críticos, indicando críticas "mistas ou médias".

### Prêmios e indicações
| Prêmio                          | Data da cerimônia      | Categoria                          | Indicados                                 | Resultado | Ref.   |
| ------------------------------- | ---------------------- | ---------------------------------- | ----------------------------------------- | --------- | ------ |
| Prêmios MTV Movie & TV          | 5 de junho de 2022     | Melhor Canção                      | "On My Way (Marry Me)" - Jennifer Lopez   | Venceu    | [ 11 ] |
| Hollywood Music in Media Awards | 16 de novembro de 2022 | Melhor Canção - Desempenho na Tela | Jennifer Lopez por "On My Way (Marry Me)" | Indicado  | [ 12 ] |
| Hollywood Music in Media Awards | 16 de novembro de 2022 | Melhor Álbum de Trilha Sonora      | Jennifer Lopez e Maluma por Marry Me      | Indicado  | [ 12 ] |
| Hollywood Music in Media Awards | 16 de novembro de 2022 | Concerto ao Vivo para Mídia Visual | Marry Me Live Concert Special             | Indicado  | [ 12 ] |
| Prêmios People's Choice         | 6 de dezembro de 2022  | Melhor Filme de Comédia de 2022    | Marry Me                                  | Indicado  | [ 13 ] |
| Prêmios People's Choice         | 6 de dezembro de 2022  | Melhor Estrela Feminina de 2022    | Jennifer Lopez                            | Indicado  | [ 13 ] |
| Prêmios People's Choice         | 6 de dezembro de 2022  | Melhor Estrela de Comédia de 2022  | Jennifer Lopez                            | Indicado  | [ 13 ] |